# Trio pour piano no 3 de Farrenc
Pour les articles homonymes, voir Trio pour piano et Trio pour clarinette, violoncelle et piano (homonymie).
Le Trio pour piano no 3 op. 44 en mi  majeur est une œuvre de musique de chambre de Louise Farrenc pour clarinette ou violon, violoncelle et piano composée vers 1856.

## Historique
Louise Farrenc compose son troisième trio avec piano, catalogué op. 44, vers 1856. Il est publié en 1861 par Aristide Farrenc, mari et éditeur de Louise Farrenc.
L'œuvre est en mi bémol majeur, écrite pour un piano, une clarinette (pouvant être remplacée par un violon) et un violoncelle. Elle est dédiée au clarinettiste Adolphe Leroy,.

## Structure
L'œuvre est composée de quatre mouvements :
1. Andante – Allegro moderato à 
 puis
2. Adagio à
3. Minuetto – Allegro à
4. Finale – Allegro à

## Analyse
Le premier mouvement du Trio est de forme sonate.
Le deuxième mouvement, un adagio de forme lied, expose des entrées successives du thème dans sa partie A, en la bémol majeur. La partie B est au ton principal, mi bémol majeur. Dans la partie A', en la bémol majeur de nouveau, le thème est traité comme un motif dans un jeu d'imitations.
Le troisième mouvement est un menuet, qui précède le final, de forme sonate, construit autour de quatre thèmes groupés en deux mondes tonaux, alternant la tonalité principale de mi bémol majeur avec le ton voisin de si bémol majeur.

## Discographie
- Louise Farrenc : Trios pour piano n° 1, Op. 33 et n° 3, Op. 44 - Sextuor Op. 40, avec Linos Ensemble et Konstanze Eickhorst (piano), Cpo CPO777256, 2009.
- Louise Farrenc : Nonet op. 38 - Clarinet Trio op. 44, avec Dieter Klöcker (clarinette), Peter Horr (violoncelle) et Werner Genuit (piano), Divox, 2010